# Familia criminal Inzerillo
El clan mafioso de los Inzerillo (pronunciación en italiano: /indzeˈrillo/) es un clan de la mafia siciliana, antiguamente entre los más poderosos de Sicilia, durante al menos medio siglo fueron considerados la "aristocracia de la mafia de Palermo".
La familia Inzerillo estuvo asociada con el antiguo jefe de la mafia estadounidense Carlo Gambino y su familia. En la era moderna, el clan Inzerillo había estado asociado con John Gambino a través del tráfico de heroína, y también tiene vínculos con el fallecido exjefe de la familia Gambino, Frank Cali.

## Historia
Fundada en la década de 1950, por Salvatore "Totuccio" Inzerillo, el clan mafioso Inzerillo fue un aliado histórico de Stefano Bontade, y fueron organizadores de grandes tráficos de morfina desde el Lejano Oriente.
Los Inzerillo fueron masacrados en la segunda guerra mafiosa que estalló entre 1981 y 1983 en las calles de Palermo. Salvatore murió por disparos de Kalashnikov el 10 de mayo de 1981 en Palermo. Después de eso, el clan Corleonesi a las órdenes de Salvatore Riina asesinó a sus hermanos Santo (que murió en Palermo) y Pietro (hallado muerto en Nueva Jersey en el maletero de un coche con 5 dólares en la boca y dos dólares en los genitales), a un tío y al hijo mayor Giuseppe.
Relacionados con las familias Spatola, Mannino, Castellano, Gambino y Di Maggio, desembarcaron por primera vez en Estados Unidos en 1956, estableciéndose en Cherry Hills. Su protector en Estados Unidos fue el capo Carlo Gambino, primo de Inzerillo.
Toda la familia huyó a Estados Unidos excepto Filippa Spatola, esposa de Inzerillo, y su hijo Giovanni. Posteriormente, la Comisión de la Mafia Siciliana, bajo la presión de
la Cosa Nostra estadounidense, decidió conceder el indulto al resto de la familia Inzerillo, con la condición de que ninguno de ellos, ni sus descendientes, regresaran jamás a Sicilia. Desaparecidos durante casi 20 años, a principios de 2000 los Inzerillo volvieron a Palermo, y en el verano de 2007, los asesinatos en Palermo parecían anunciar una nueva guerra mafiosa. El primero de la familia en reaparecer fue Giovanni Inzerillo.
Giovanni Inzerillo, hijo de Salvatore, fue acusado y detenido más tarde, el 7 de febrero de 2008, en la Operación Puente Viejo contra la familia criminal Gambino de Nueva York y sus conexiones en Palermo, implicados en el tráfico de drogas. Actualmente el regente de la familia sería Giovanni Inzerillo. Otros miembros activos en Sicilia afiliados a la familia según una investigación policial serían Giovanni Bosco, pariente de Salvatore Inzerillo, Alfonso Gambino, hombre de confianza y portavoz de Bosco en las negociaciones con otros mandamenti, Ignazio Mannino, hombre de honor de la familia mafiosa Torretta, y Matteo Inzerillo, sobrino del capo Michelangelo La Barbera, encargado de mantener las relaciones con otros miembros de la familia.